# Illats
Illats ist eine französische Gemeinde mit 1403 Einwohnern (Stand 1. Januar 2022) im Département Gironde in der Region Nouvelle-Aquitaine. Sie gehört zum Arrondissement Langon und zum Kanton Les Landes des Graves.

## Geografie
Illats liegt in der Guyenne im Weinbaugebiet Graves auf einer mittleren Höhe von 32 Metern über dem Meeresspiegel 32 Kilometer südöstlich von Bordeaux, der Hauptstadt der Region Aquitanien, 6,2 Kilometer südwestlich von Podensac, dem Hauptort des Kantons und etwa 6 Kilometer westlich der Garonne. Die Ortschaft ist von den Nachbargemeinden Pujols-sur-Ciron, Barsac und Landiras umgeben. Das Gemeindegebiet hat eine Fläche von 29,24 Quadratkilometern.

## Geschichte
In gallo-römischer Zeit (52 v. Chr. bis 486 n. Chr.) führte die Via Aquitania durch die 5 Kilometer nördlich von Illats liegende Gemeinde Cérons (Sirio). Die Straße vom nordwestlich gelegenen Barsac nach Illats wurde noch im 17. Jahrhundert „gallischer Weg“ genannt.  Trotzdem ist es unwahrscheinlich, dass der Ortsname aus gallo-römischer Zeit stammt. Ernest Nègre nimmt in seiner Toponymie générale de la France an, dass es sich um einen gaskognischen Ortsnamen handelt, der von ilhac (‚Flieder‘) abgeleitet ist.
Der Teil von Illats, der südlich des Baches Gargalle liegt, unterstand im Ancien Régime der Gerichtsbarkeit von Landiras, der nördliche Teil unterstand Podensac. Darüber hinaus gehörte Illats zur Sénéchaussée von Bordeaux.
1793 erhielt Illats im Zuge der Französischen Revolution (1789–1799)  den Status einer Gemeinde. 1801 erhielt die Gemeinde unter dem Namen Iltatz durch die Verwaltungsreform in der Regierungszeit Napoleon Bonapartes (1769–1821) das Recht auf kommunale Selbstverwaltung. Am meisten Einwohner hatte die Gemeinde 1851 (1710), am wenigsten 1946 (929).

### Bevölkerungsentwicklung
| Jahr      | 1962 | 1968 | 1975 | 1982 | 1990 | 1999 | 2007 | 2017 |
| --------- | ---- | ---- | ---- | ---- | ---- | ---- | ---- | ---- |
| Einwohner | 979  | 1025 | 1000 | 1076 | 1158 | 1158 | 1242 | 1407 |

## Sehenswürdigkeiten
Die Pfarrkirche Saint-Laurent wurde gegen Ende des 11. oder zu Beginn des 12. Jahrhunderts erbaut. Das Kirchenschiff und das Eingangsportal stammen aus dem 12. oder 13. Jahrhundert. Das südliche Querschiff wurde im 17. Jahrhundert errichtet, das nördliche im 18. Jahrhundert. Das Gebäude ist in das Zusatzverzeichnis der Monuments historiques (‚historische Denkmale‘) eingetragen.
Das Herrenhaus Château de Cages wurde im 14. Jahrhundert erbaut. Aus jener Zeit ist allerdings nur ein einzelner Turm im Garten erhalten. Der Turm war ursprünglich Teil einer Wehrmauer gewesen. Im 16. Jahrhundert wurde das Herrenhaus vergrößert, im 18. Jahrhundert wurde das Wohngebäude umgebaut. Die Nebengebäude wurden im 19. Jahrhundert zerstört. Das Château de Cages befindet sich heute im Privatbesitz.